# Pseudonchus norwegicus
Pseudonchus norwegicus är en rundmaskart som beskrevs av Allgen 1933. Pseudonchus norwegicus ingår i släktet Pseudonchus och familjen Choniolaimidae. Inga underarter finns listade i Catalogue of Life.